# Estadio Roberto Bettega
Das Estadio Roberto Bettega (deutsch: Roberto-Bettega-Stadion), auch El Bettega (deutsch: Das Bettega) genannt, ist ein Stadion in der paraguayischen Hauptstadt Asunción, genauer im Barrio Jara. Es wurde im Jahre 2002 eröffnet und fasst heute 15.000 Zuschauer. Das Stadion ist nach dem früheren italienischen Nationalspieler Roberto Bettega benannt.
Der Fußballverein Tacuary Asunción trägt hier seine Heimspiele aus.